# Georg-Brauchle-Ring

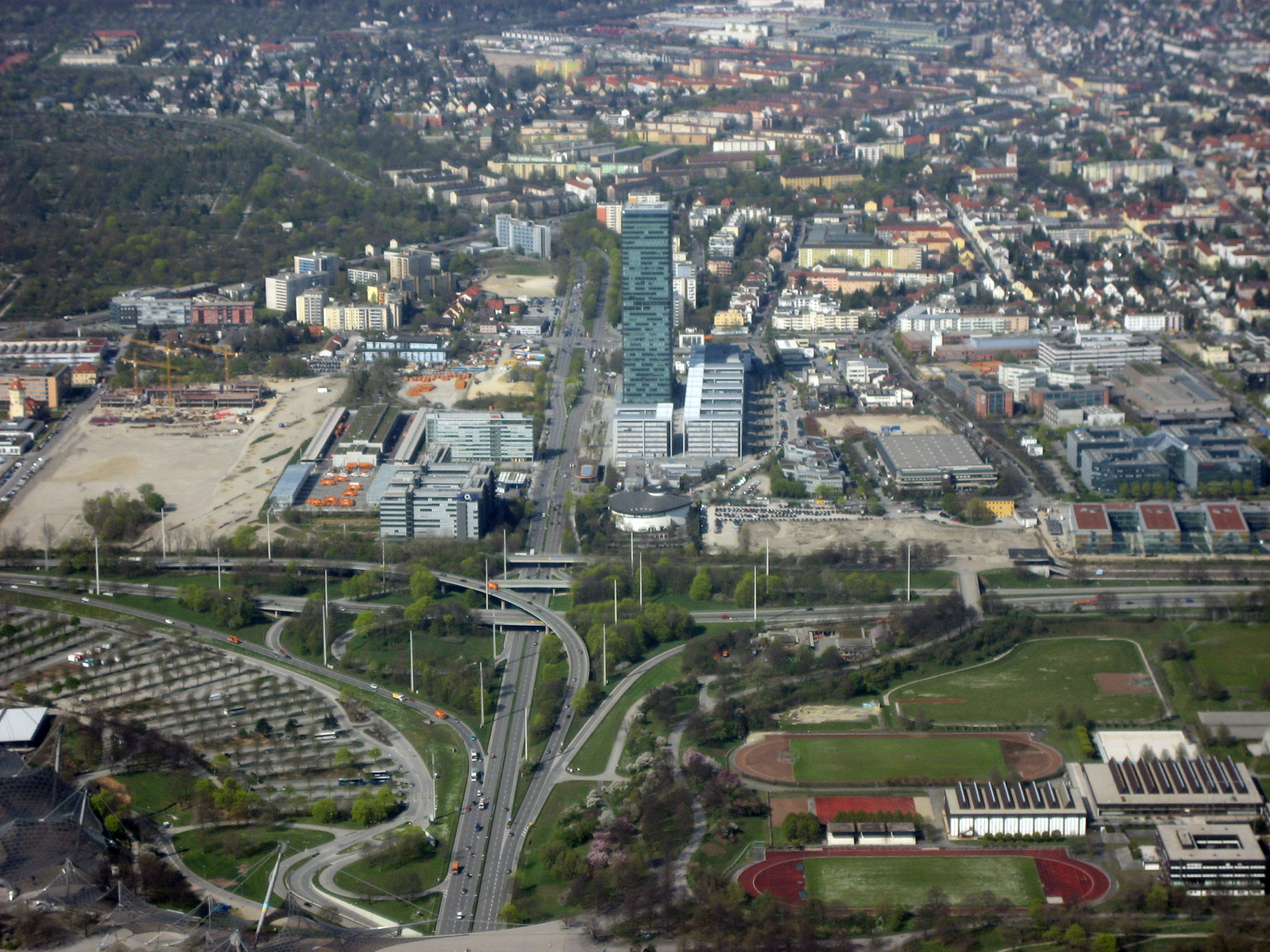
Der Verlauf des Georg-Brauchle-Rings durch den Olympiapark und den Stadtbezirk Moosach

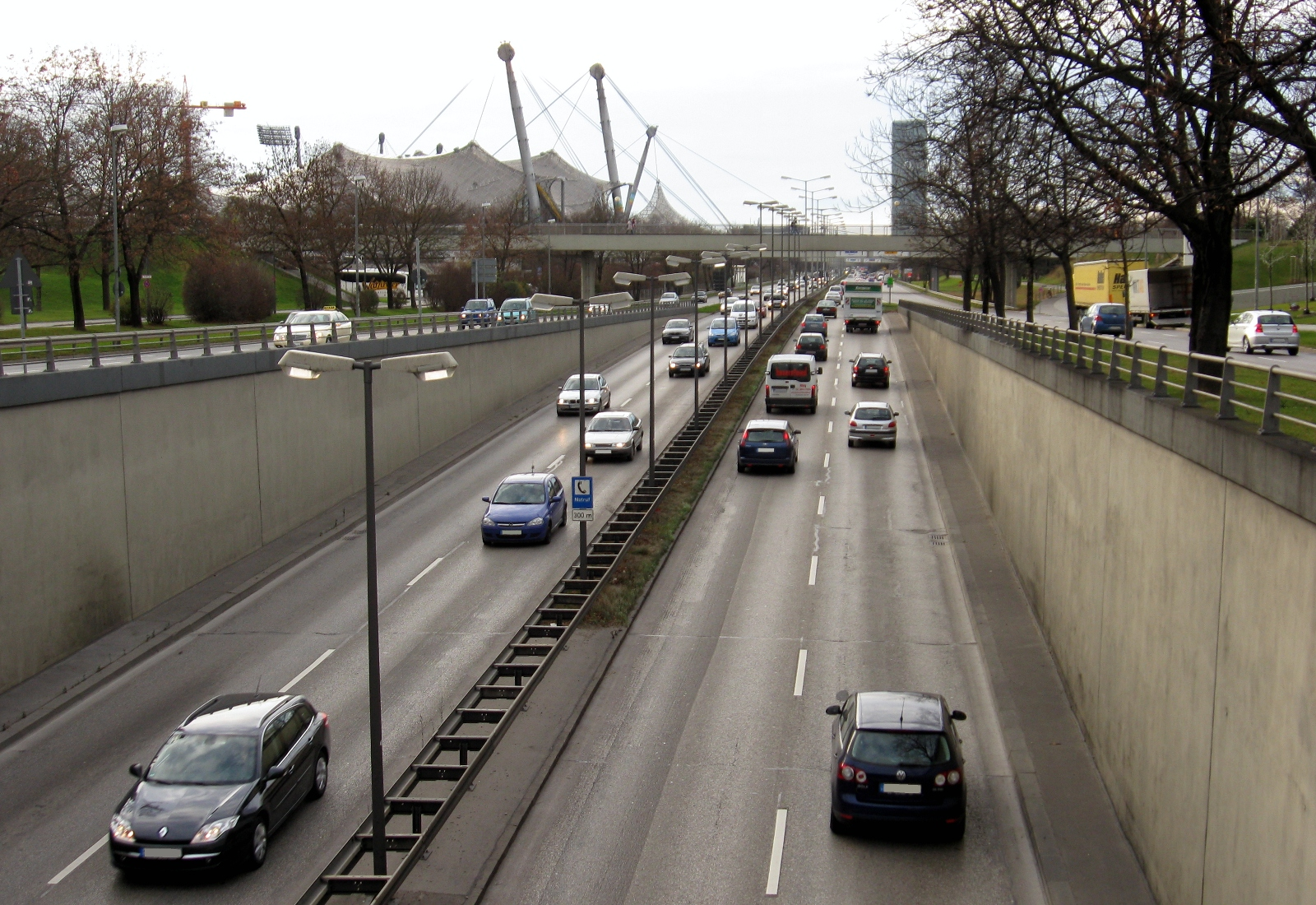
Östliches Ende Höhe Lerchenauer Straße

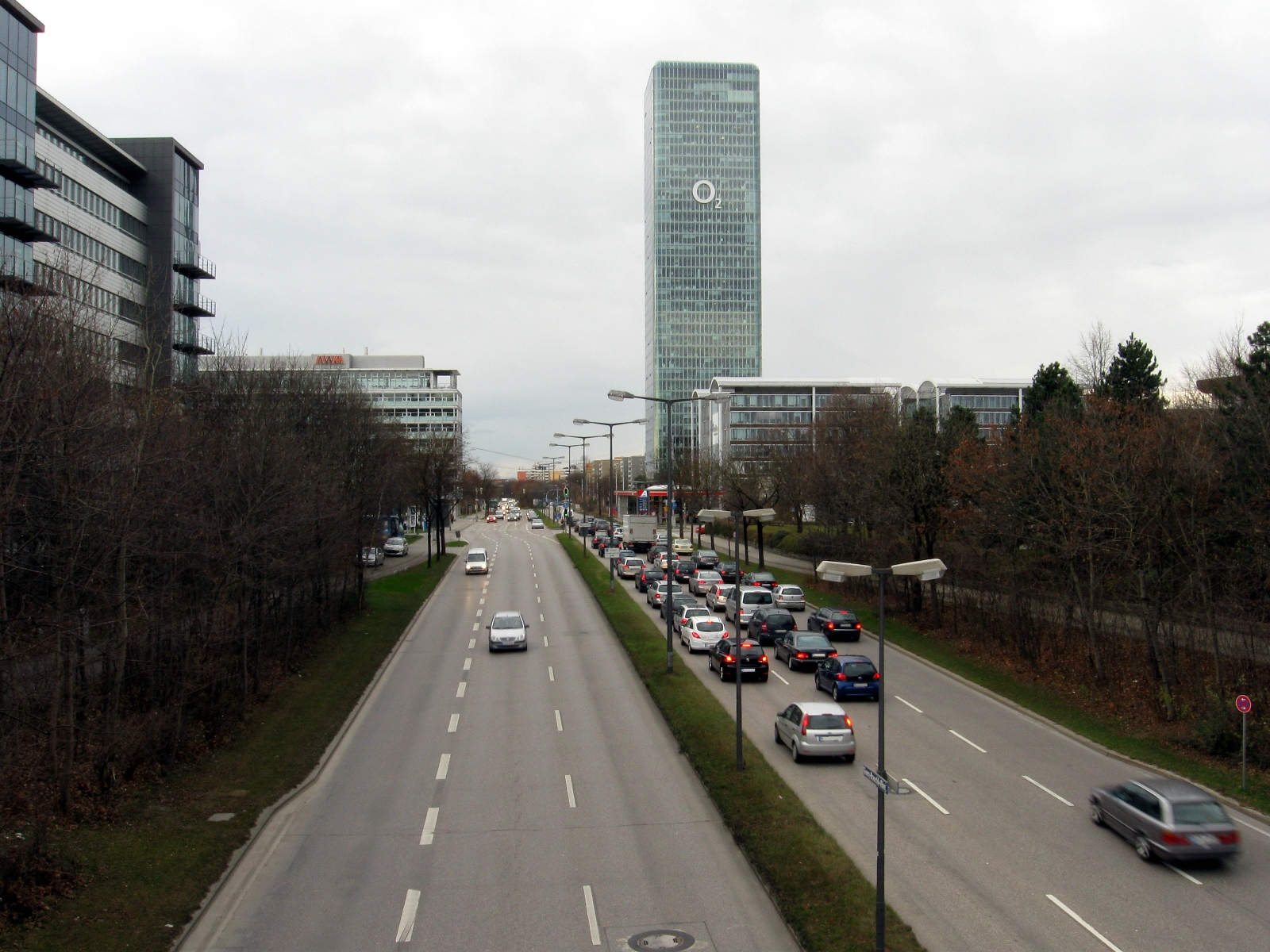
Westlicher Abschnitt

Der Georg-Brauchle-Ring ist eine Straße im Norden Münchens. Der Streckenabschnitt zwischen Landshuter Allee und Petuelring ist Teil des Mittleren Ringes, der westliche Teil führt zu der Westtangente des nur teilweise verwirklichten Äußeren Rings.

## Lage
Der Georg-Brauchle-Ring befindet sich etwa fünf Kilometer nördlich vom Münchner Stadtzentrum und durchquert die Stadtbezirke Moosach und Milbertshofen-Am Hart von Westen nach Osten. Er durchschneidet den Olympiapark.
Der Westteil des Ringes weist ein sehr differenziertes städteplanerisches Konzept auf. Im höchsten Hochhaus der Stadt, dem Uptown München, hat dort der Mobilfunk-Konzern O₂ seinen Sitz, im Haus des Sports der Bayerische Landes-Sportverband. Weiterhin stehen das Bayerische Landeskriminalamt, der Abfallwirtschaftsbetrieb München, der Busbetriebshof Moosach sowie eine Kongresshalle der Zeugen Jehovas am Georg-Brauchle-Ring. Es befinden sich in diesem Streckenabschnitt auch zwei Tankstellen sowie verschiedene Autohändler. 
Der Ostteil der Strecke führt genau zwischen den olympischen Wettkampfstätten und dem Olympischen Dorf hindurch. Da dieser Streckenabschnitt zeitgleich mit dem Bau der Anlagen zu den Olympischen Sommerspielen 1972 entwickelt und gebaut wurde, bilden diese sowohl räumlich als auch gestalterisch eine Einheit.

## Verlauf
Der Georg-Brauchle-Ring beginnt im Westen, den Wintrichring fortsetzend, im Stadtbezirk Moosach an der Kreuzung Dachauer Straße (Verbindung von München-Zentrum mit Moosach-Zentrum). Aus dem Stadtbezirk Neuhausen-Nymphenburg geht an dieser Kreuzung der Wintrichring in den Georg-Brauchle-Ring über. Nach 600 Metern erreicht der Ring die Kreuzung Hanauer Straße (Zufahrt Olympia-Einkaufszentrum). Daran anschließend befindet sich an der nördlichen Straßenseite das Uptown München. Nach 500 Metern erreicht der Ring die Einmündung Riesstraße, nach weiteren 150 Metern die Unterführung der aufgelassenen Gleisanlagen zu einem ehemaligen Gaswerk der Stadtwerke München. Der Ring erreicht anschließend die Landshuter Allee am sogenannten „Olympiakreuz“. Hier besteht Richtung Norden über die B 304 Anschluss nach Dachau. In Richtung Süden verläuft der „Mittlere Ring“ (B 2 R).
Die Kreuzung zur Landshuter Allee bildet die Grenze zum Stadtbezirk Milbertshofen-Am Hart. Im weiteren Verlauf durchquert der Georg-Brauchle-Ring als „Mittlerer Ring“ den Olympiapark. Direkt am Georg-Brauchle-Ring befinden sich das Olympiastadion, die Olympiahalle und der Olympiaturm. In diesem Abschnitt überqueren drei breite Fußgängerbrücken den hier 8-streifig ausgebauten Georg-Brauchle-Ring. Am nordöstlichen Rand des Olympiaparks befindet sich die BMW Welt. Der Georg-Brauchle-Ring endet an der untertunnelten Kreuzung Lerchenauer Straße (Verbindung von München-Zentrum mit Feldmoching-Hasenbergl) und geht dort in den Petuelring Richtung Schwabing-Freimann über.

## Verkehr
Im Münchner Verkehrsnetz hat der Georg-Brauchle-Ring als (bis zur Landshuter Allee) Teil des Mittleren Rings große Bedeutung.
Neben mehreren Buslinien hat seit 2003 die U-Bahn-Linie U1 eine gleichnamige Station am Georg-Brauchle-Ring (Höhe Hanauer Straße), die von Franz Ackermann gestaltet wurde. Die Haltestelle Olympiazentrum der U-Bahn-Linie U3 befindet sich rund zwei Kilometer östlich davon, ebenfalls in unmittelbarer Nähe des Georg-Brauchle-Rings.

### Ausbauzustand
| Teilstück von    | Teilstück bis      | Spuren gesamt | Richtungs- fahrbahn getrennt | planfrei |
| ---------------- | ------------------ | ------------- | ---------------------------- | -------- |
| Dachauer Straße  | Landshuter Allee   | 4             | +                            | −        |
| Landshuter Allee | Lerchenauer Straße | 8             | +                            | +        |

## Geschichte
An dem heute östlichen Streckenabschnitt befand sich früher das Oberwiesenfeld mit dem ersten Flughafen Münchens (1931–1968), im Norden lag das Gaswerk Moosach.
In den Jahren 1969 bis 1971 wurde der Georg-Brauchle-Ring zusammen mit dem Olympiagelände angelegt. Der Mittlere Ring war somit auf der ganzen Länge befahrbar.

## Namensgeber
Die Straße ist nach Georg Brauchle (1915–1968) benannt, der von 1960 bis zu seinem frühen Tod zweiter Bürgermeister Münchens war. In seiner Amtszeit setzte er sich für die Bewerbung Münchens für die 20. Olympischen Spiele 1972 ein. Daher ist der Abschnitt des Mittleren Rings in der Nähe des Olympiageländes nach ihm benannt.